# Lacurile de acumulare de pe Crișul Repede
Lacurile de acumulare de pe Crișul Repede alcătuiesc o zonă naturală (arie de protecție specială avifaunistică - sit SPA) situată în partea nord-vestică a României, pe teritoriul județului Bihor.

## Localizare
Aria naturală este situată în centrul județului Bihor, pe teritoriile administrative ale comunelor: Aștileu, Ineu, Lugașu de Jos, Oșorhei, Săcădat, Tileagd și Țețchea și pe cele ale orașelor Aleșd și Oradea. Situl este străbătut de drumul național DN1, care leagă municipiul Cluj Napoca de Oradea.

## Înființare
Situl Lacurile de acumulare de pe Crișul Repede (cu o suprafață de 1.858,4 ha.) a fost declarat arie de protecție specială avifaunistică prin Hotărârea  de Guvern nr. 971 din 5 octombrie 2011 (pentru modificarea și completarea Hotărârii Guvernului nr. 1.284/2007 privind declararea ariilor de protecție specială avifaunistică ca parte integrantă a rețelei ecologice europene Natura 2000 în România).

## Biodiversitate
Încadrat în bioregiunea geografică continentală din bazinul mijlociu al Crișului Repede, ce include lacurile de acumulare Lugașu și Tileagd, situl dispune de patru tipuri de habitate naturale: Ape dulci continentale (stătătoare și curgătoare), Culturi cerealiere extensive (inclusiv culturile de rotație cu dezmiriștire), Plantații de arbori sau arbusti (inclusiv livezi, crânguri, vii) și Alte terenuri arabile; ce asigură condiții de odihnă, hrănire, cuibărire și iernat pentru diferite specii de păsări acvatice.

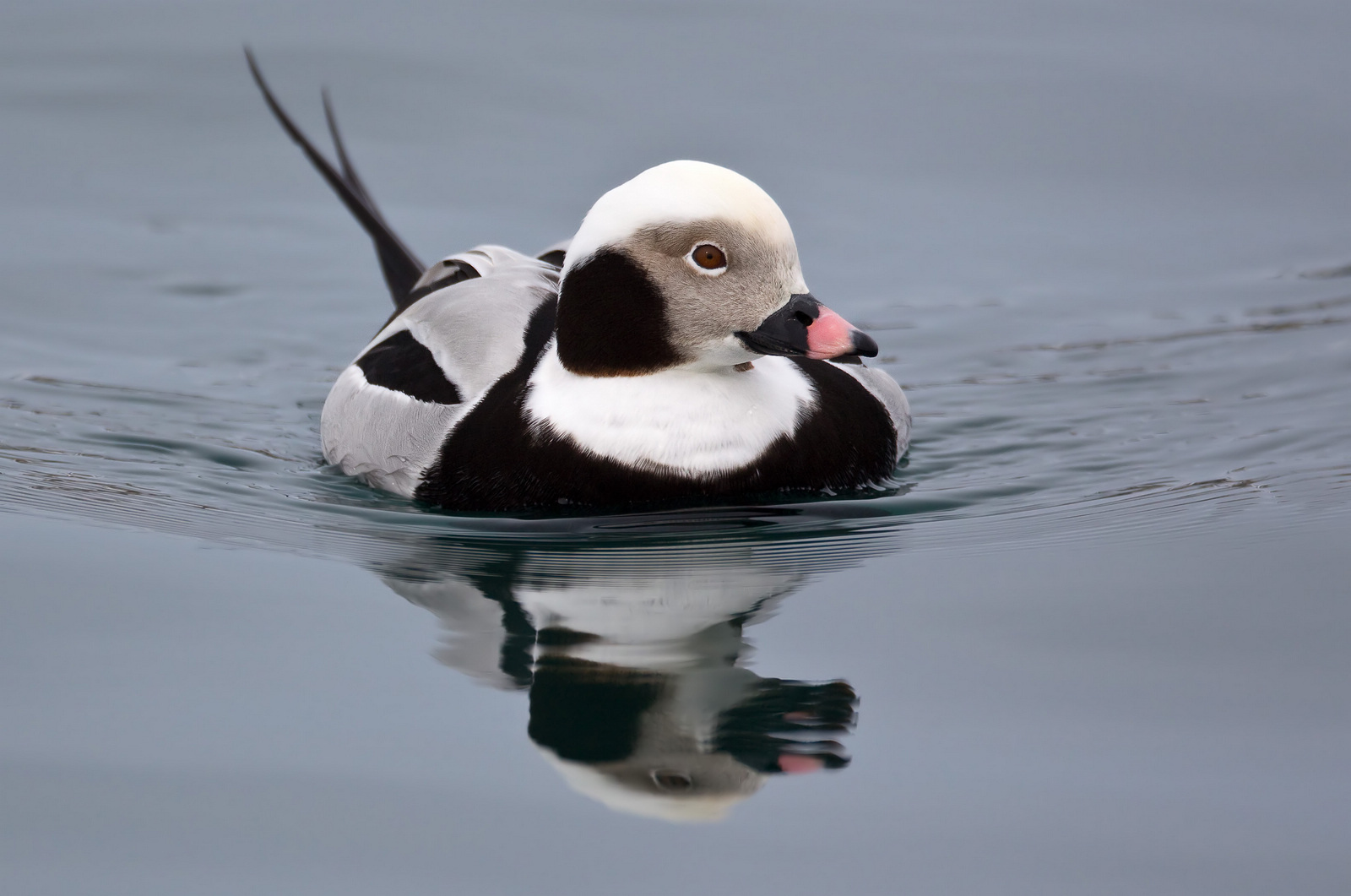
Rață de ghețuri (Clangula hyemalis)

La baza desemnării sitului se află mai multe specii avifaunistice protejate la nivel european prin Directiva 79/409/CEE din 2 aprilie 1979 (privind conservarea păsărilor sălbatice) sau aflate pe lista roșie a IUCN; astfel: pescăruș albastru (Alcedo atthis), rață roșie, (Aythya nyroca), rață fluierătoare (Anas penelope), rață pestriță (Anas strepera), rață mică (Anas crecca), rață lingurar (Anas clypeata), rață cârâitoare (Anas querquedula), rață sulițar (Anas acuta), rață catifelată (Melanitta fusca), rață lingurar (Anas clypeata), rață scufundătoare (Aythya marila), rață cu cap castaniu (Aythya ferina), rață mare (Anas platyrhynchos), rață sunătoare (Bucephala clangula), rață de ghețuri (Clangula hyemalis - specie vulnerabilă), barză albă (Ciconia ciconia), barză neagră (Ciconia nigra), fluierar de munte (Actitis hypoleucos), stârc cenușiu (Ardea cinerea), lebădă de vară (Cygnus olor), prundașul gulerat mic (Charadrius dubius), egretă mică (Egretta garzetta), egretă mare (Egretta alba), lișiță (Fulica atra), cufundar mic (Gavia stellata), cufundar polar (Gavia arctica), găinușă de baltă (Gallinula chloropus), becațină comună (Gallinago gallinago), codalb (Haliaeetus albicilla), stârc pitic (Ixobrychus minutus), sfrâncioc roșiatic (Lanius collurio), pescăruș râzător (Larus ridibundus), pescăruș sur (Larus canus), pescăruș argintiu (Larus cachinnans), ferestraș mic (Mergus albellus), ferestraș mare (Mergus merganser), stârcul de noapte (Nycticorax nycticorax), vultur pescar (Pandion haliaetus), bătăuș (Philomachus pugnax), corcodel mare (Podiceps cristatus), corcodel mic (Tachybaptus ruficollis), cormoran mare (Phalacrocorax carbo), chiră de baltă (Sterna hirundo), fluierarul de zăvoi (Tringa ochropus) și nagâțul (Vanellus vanellus).

## Căi de acces
- Drumul național DN1, pe ruta: Cluj Napoca - Huedin - Ciucea - Aleșd.

## Monumente și atracții turistice
În vecinătatea sitului se află mai multe obiective de interes istoric, cultural și turistic (biserici de zid, biserici de lemn, castele, conace, muzee, case memoriale, arii protejate, situri arheologice, monumente istorice și de arhitectură); astfel:
- Biserica greco-catolică din satul Aștileu, construcție 1800.
- Biserica de lemn "Sfinții Arhangheli Mihail și Gavriil" din Botean. Construită în anul 1700, biserica se află înscrisă pe noua listă a monumentelor istorice.

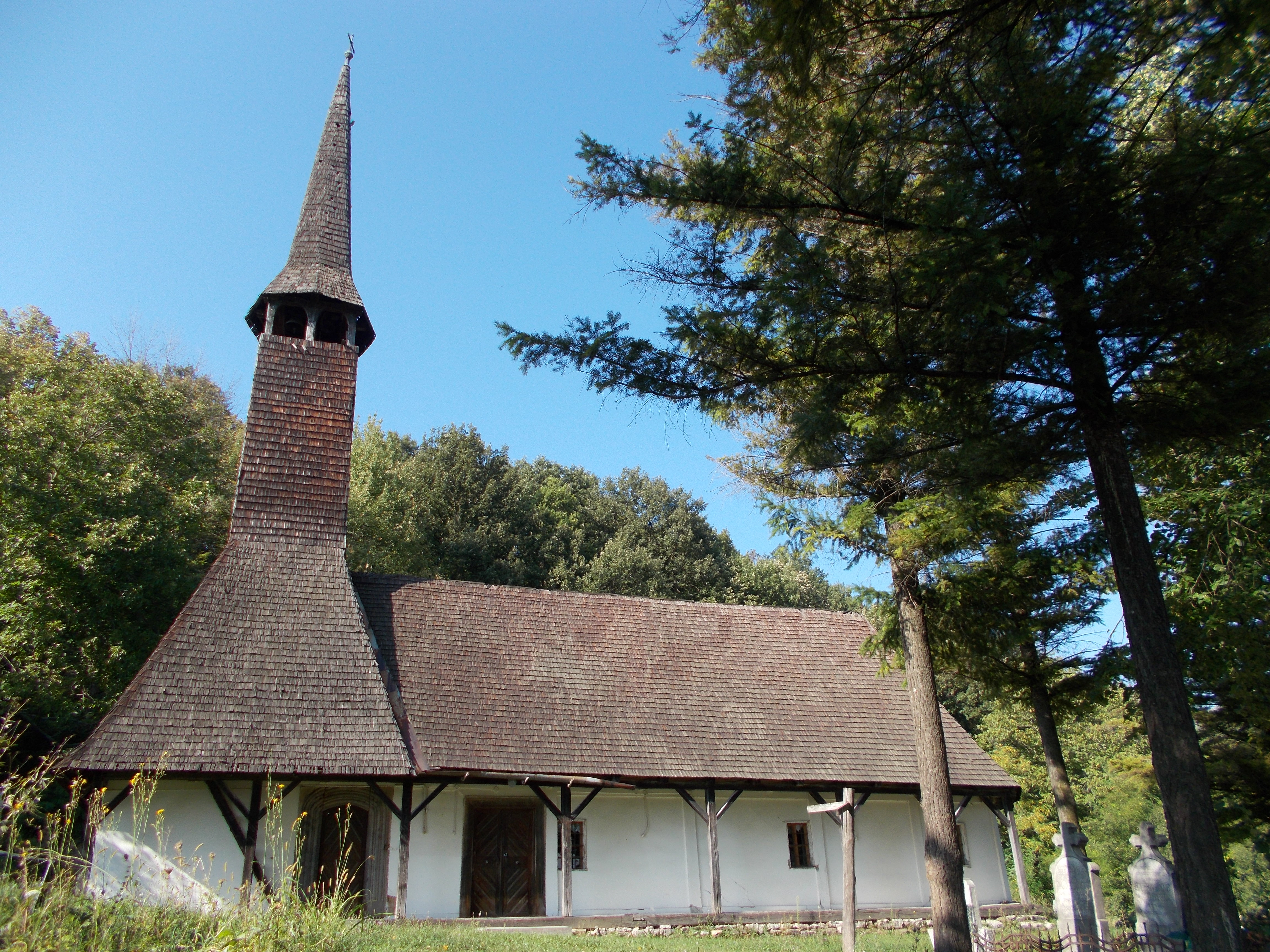
Biserica de lemn "Buna Vestire" din Peștiș

- Biserica de lemn „Buna Vestire” din Lugașu de Sus, construcție 1720, monument istoric.
- Biserica ortodoxă „Adormirea Maicii Domnului” din satul Oșorhei, construcție 1710, monument istoric.
- Biserica de lemn "Sfinții Arhangheli Mihail și Gavriil" din Borșa, construcție 1692, monument istoric.
- Biserica de lemn „Sfinții Arhangheli Mihail și Gavril” din Tilecuș, construcție secolul XVIII, monument istoric.
- Biserica de lemn "Buna Vestire" din Peștiș (construcție 1797, monument istoric).
- Biserica de lemn "Sfântul Gheorghe" din Hotar (construcție 1714, monument istoric).
- Biserica de lemn „Adormirea Maicii Domnului” a schitului „Sfântul Ilie” din Poiana Florilor (construcție 1770, monument istoric).
- Conacul din Aștileu, construcție secolul al XVIII-lea, monument istoric.
- Castelul Zichy și Pivnitele lui Carandi din satul Lugașu de Jos (clădiri istorice).
- Castrul roman de la Tileagd
- Oradea: Biserica cu Lună, Biserica Velența, Biserica Evanghelică, Sinagoga Israelită Ortodoxă, Biserica Reformată, Muzeul Țării Crișurilor, Muzeul Militar Național, Muzeul Memorial ”Iosif Vulcan”, Muzeul Memorial ”Ady Endre”, Casa Memorială ”Dr. Aurel Lazăr”.
- Ariile naturale protejate: Gruiul Pietrii, Lentila 204 Brusturi - Cornet, Locul fosilifer din Valea Lionii-Peștiș, Peștera Igrița, Pădurea cu narcise de la Oșorhei,